# ساختمان پارک خیابان ۳۴۵
پارک خیابان ۳۴۵، با ارتفاع ۶۳۴ فوت (۱۹۳ متر) در منهتن، نیویورک قرار دارد.
این پارک با یک بلوک ساختمانی در جلو آن اشغال شده که در خیابان پارک وجود دارد. پشت خیابان لگزینگتون، بین خیابان‌های پنجاه و یکم و پنجاه ودوم.
در سال ۱۹۶۹ ساختمان با ۴۴ طبقه کامل شد که شصت و چهارمین ساختمان بلند در نیویورک است و توسط امری روت و پسرانش طراحی شده است.

## تاریخچه
این ساختمان در سایت هتل سفیر ساخته شده است. هتل معروفی که در سال ۱۹۲۱ ساخته شده بود. هتل در سال ۱۹۵۸ به هتل شراتون فروخته شد و نامش به شراتون شرقی تغییر یافت. و در سال ۱۹۶۶ تخریب شد.
بیرون از فضای ساختمان، پارک خیابان ۳۴۵ به عنوان مقر CSC و شرکت قاره پارسیان استفاده می‌شد. و در سال‌های ۱۹۹۸ تا ۲۰۰۰ برای ورزش شبانه استفاده می‌شد.

## کاربری‌های ساختمان
ساختمان تاکنون کاربری‌های زیر را داشته است:
گروه استون
بریستول مایرز سیکویب
شرکت اعتماد سرمایه
بانک دویچه
KPMG
لیگ ملی فوتبال
پییر جفری